# Epiclytus stigmosus
Epiclytus stigmosus är en skalbaggsart som beskrevs av Holzschuh 2003. Epiclytus stigmosus ingår i släktet Epiclytus och familjen långhorningar. Inga underarter finns listade i Catalogue of Life.